# The Answer Lies in the Black Void
The Answer Lies in the Black Void est un groupe néerlando-hongrois de doom atmosphérique.

## Histoire
The Answer Lies in the Black Void naît en 2021 de la coopération entre Martina Horváth de Thy Catafalque et Jason Köhnen, qui s'est fait connaître entre autres sous le nom de Bong-Ra et avec The Kilimanjaro Darkjazz Ensemble, Celestial Season ou The Lovecraft Sextet. Le duo avait déjà travaillé ensemble dans le cadre du projet de musique électronique Mansur et se met d'accord sur le souhait de lancer un projet commun de doom metal. Le duo élabore son premier album sur Internet, en s'échangeant des idées. En trois mois, l'album Forlorn est écrit, composé, produit, mixé et masterisé. Outre Horváth et Köhnen, les guitaristes Gábor Drótos et Olly Smit, le claviériste Tamás Kátai et le saxophoniste Colin Webster participent à l'enregistrement en tant que musiciens invités.
The Answer Lies in the Black Void fait ses débuts avec cet album le 24 septembre 2021 sur Burning World Records. L'accueil réservé à ce premier album est très positif. L'album est d'une qualité à laquelle on peut s'attendre au vu des noms des personnes impliquées », déclare Forlorn à Metalstorm. Il s'agit d'un album important et de « la plus belle expérience sombre de l'année ». Sean Haner du Sleeping Shaman qualifie l'album de « quelque chose de spécial » qu'il ne faut pas manquer. Bien que Köhnen ait une multitude de projets et que beaucoup d'entre eux n'existent qu'en tant qu'entités éphémères, Forlorn est trop réussi pour ne pas avoir de suite, écrit Gardenstale pour le webzine Angry Metal Guy. Stephan Rajchl porte un jugement similaire pour Metal1.info :

« Peut-être que The Answer Lies in the Black Void aurait même présenté avec son premier album la meilleure œuvre de doom metal de l'année, s'il n'y avait pas eu une production pauvre qui recouvre surtout les vocaux comme un film poisseux (Curse). Malgré ce bémol non négligeable, Forlorn est touchant, entraînant et parfois même bouleversant grâce à ses compositions à la fois inventives et cohérentes ainsi qu'à la performance puissante de Horváth. Il reste à espérer que The Answer Lies in the Black Void ne s'arrêtera pas à une seule sortie, mais explorera à l'avenir encore plus de nuances de son genre préféré - idéalement avec un regard aiguisé pour l'habillage sonore approprié. »

— Stephan Rajchl pour metal1.info à propos de Forlorn
Köhnen et Horváth avaient déjà envisagé une continuation du groupe The Answer Lies in the Black Void après la sortie de leur premier album. En 2022 et 2023, le duo publie des singles inédits en téléchargement via Bandcamp. Le deuxième album Thou Shalt sort en 2023. Thou Shalt est salué comme un album plein de « mélancolie atmosphérique et doom, qui se sent comme une couverture chaude et reconnaissable dans laquelle se blottir par une froide journée d'hiver ». La « musique lourde, chargée d'émotions » peut « à coup sûr » faire bouger, pousser et tirer son auditoire dans différentes directions.

## Discographie
- 2021 : Forlorn (album, Burning World Records)
- 2022 : In Obsidian Clouds (single, Burning World Records)
- 2023 : To Kill the Father (single, Burning World Records)
- 2023 : Thou Shalt (album, Burning World Records)